# Les Halles (Métro Paris)

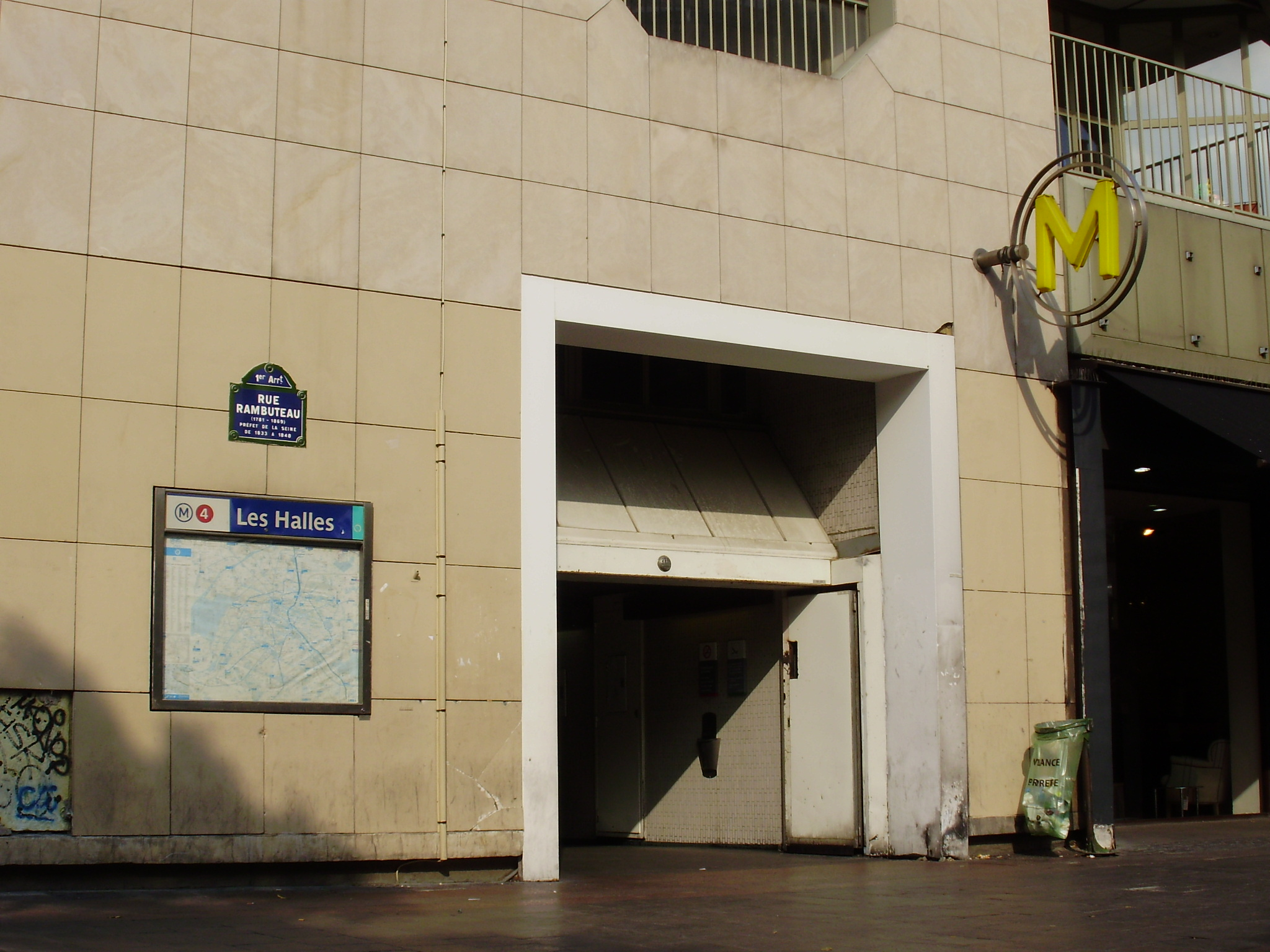
Zugang in der Rue Rambuteau

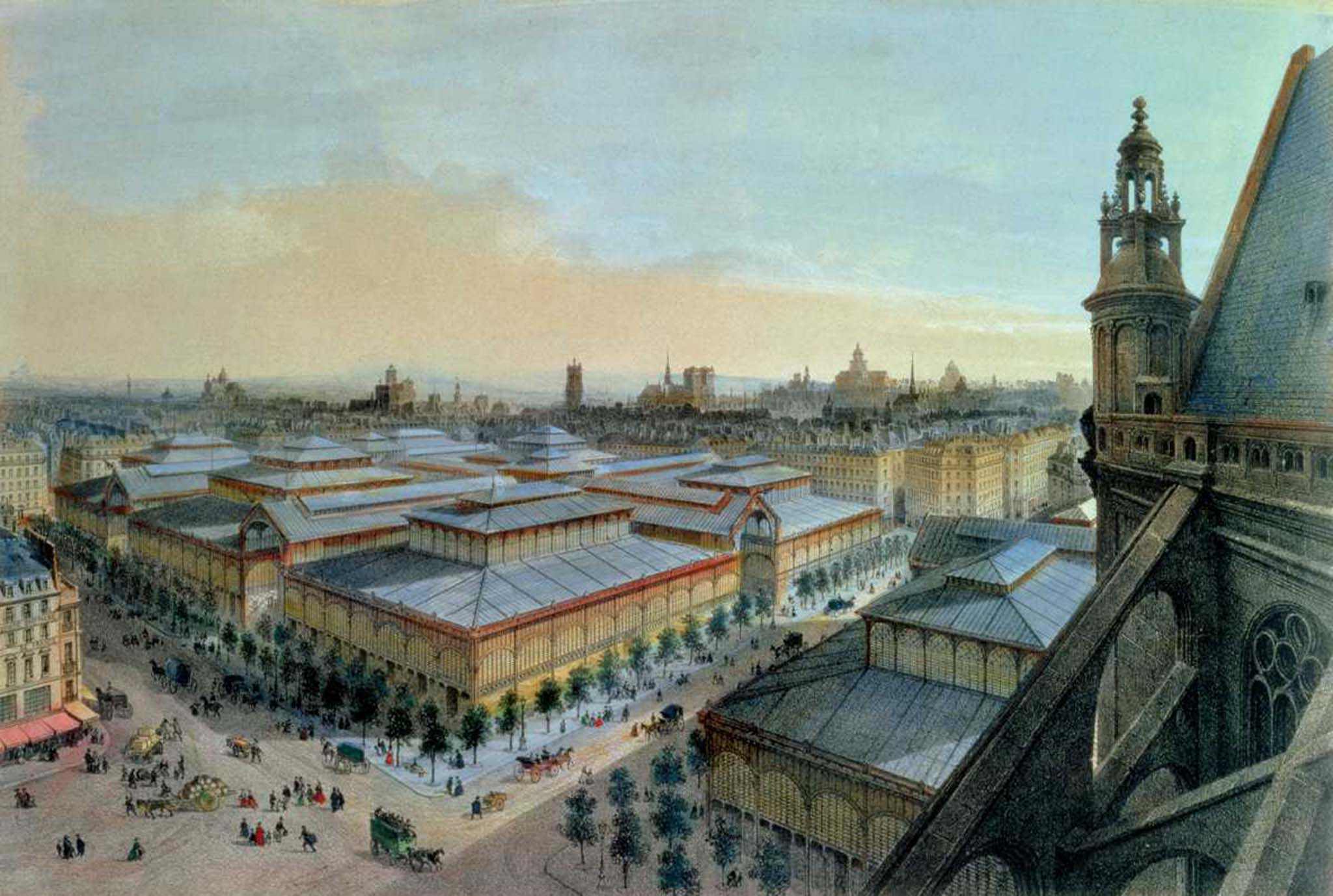
Die Markthallen von der Kirche Saint-Eustache aus gesehen, 1870

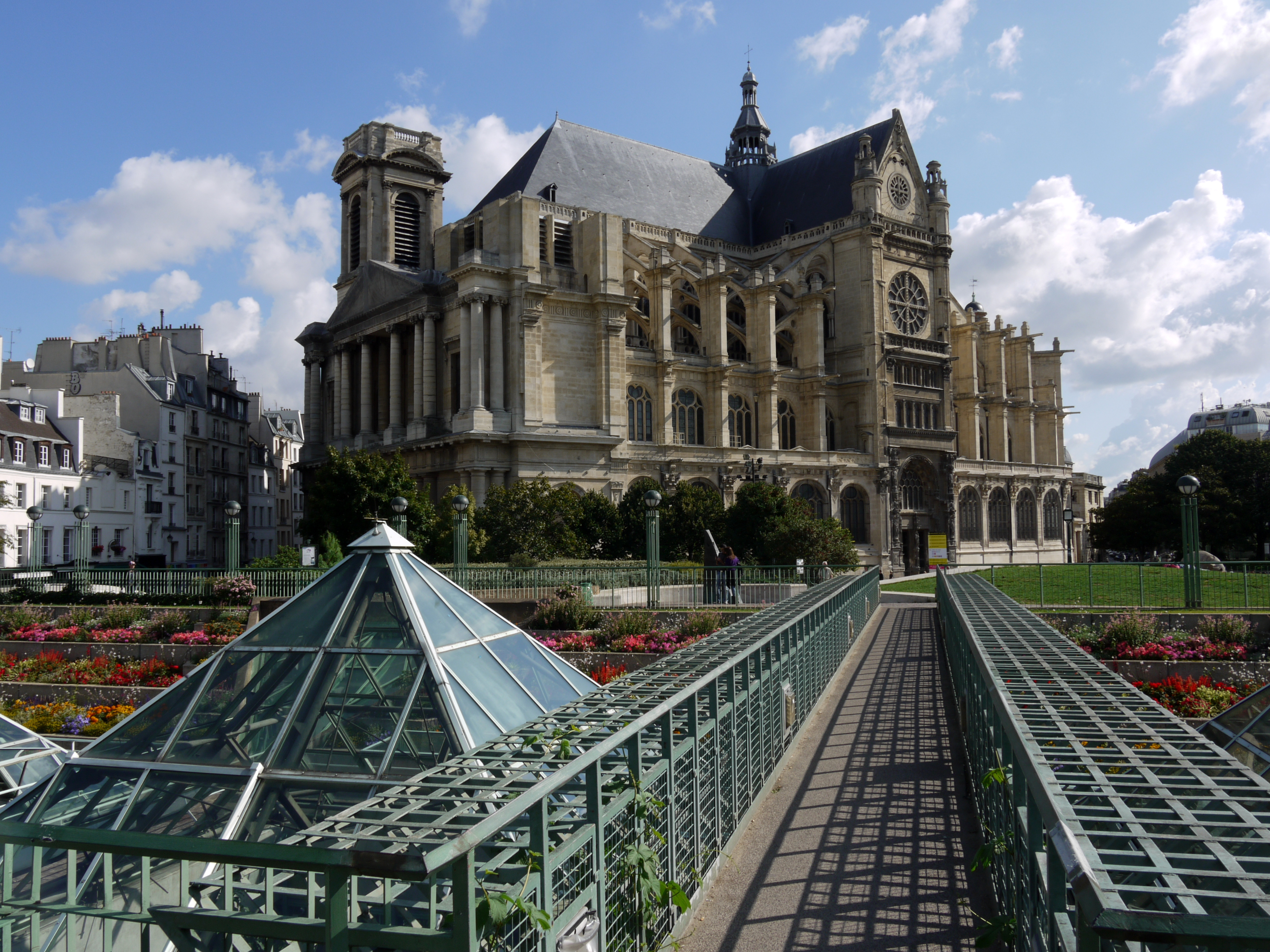
Saint-Eustache, Blick vom Jardin des Halles, 2010

Les Halles [le al] ist eine unterirdische Station der Linie 4 der Pariser Métro. Zu den S-Bahn-ähnlichen RER-Linien A, B und D kann am unterirdisch verknüpften Bahnhof Châtelet - Les Halles umgestiegen werden. Zusammen mit den fünf Stationen des U-Bahnhofs Châtelet bilden sie den bedeutendsten Knotenpunkt im Pariser Métro- und Schnellbahnnetz. Mit etwa 35.000 Fahrgästen täglich war die Station Les Halles 2004 eine der zwanzig am stärksten frequentierten Stationen der Métro.

## Lage
Die Station befindet sich im Quartier des Halles des 1. Arrondissements von Paris. Sie liegt unter einer Parkanlage am Einkaufszentrum Forum des Halles zwischen der Rue Rambuteau und der Rue Berger.

## Name
Namensgebend sind die ehemaligen Markthallen Halles de Paris. Als öffentlicher Marktplatz wurde die Örtlichkeit im Jahr 1135 geschaffen, 1183 kamen feste Gebäude hinzu. Von 1850 bis 1856 entstanden zehn Hallen in Stahlbauweise, die zwischen 1971 und 1974, nach der Verlagerung des Großmarkts nach Rungis, abgerissen wurden.

## Geschichte
Die ursprüngliche Station wurde am 27. April 1908 in Betrieb genommen, sechs Tage nach der Eröffnung des ersten Abschnitts der Linie 4 von Porte de Clignancourt nach Châtelet. 1977 wurde diese Station zugunsten eines wenige Meter weiter östlich gelegenen Neubaus (eröffnet am 3. Oktober 1977) aufgegeben. Diese Lösung vereinfachte die Umsteigebeziehung zum am 9. Dezember 1977 eröffneten RER-Bahnhof Châtelet – Les Halles. Die alte Station und die zuführenden Streckentunnel wurden abgerissen.

## Beschreibung
Die erste Station wies unter einem elliptischen, weiß gefliesten Deckengewölbe mit gekrümmten Seitenwänden Seitenbahnsteige an zwei parallelen Streckengleisen auf. Sie wurde in Belgischer Bauweise errichtet und hatte die Pariser Standardlänge von 75 m. Mitte der 1960er Jahre wurde sie auf 90 m verlängert.
In einer offenen Baugrube entstand die aktuelle Station. Ihr Querschnitt ist rechteckig, sie ist 110 m lang. Vom Straßenraum weist sie nur einen Zugang in der Rue Rambuteau auf.

## Fahrzeuge
Auf der Linie 4 verkehrten bis 1928 5-Wagen-Züge aus zunächst drei zweimotorigen, später zwei viermotorigen Triebwagen und Beiwagen. Sie wurden durch Sprague-Thomson-Züge abgelöst, die in den Jahren 1966/67 sukzessive durch gummibereifte 6-Wagen-Züge der Baureihe MP 59 ersetzt wurden. Seit 2011 ist auf der Linie 4 die Baureihe MP 89 CC im Einsatz. Die Umstellung auf fahrerlose Züge der Baureihen MP 89 CA, MP 05 und MP 14 hat am 12. September 2022 begonnen und soll bis Ende 2023 abgeschlossen sein.

## Umgebung
- Parkanlage Jardin Nelson-Mandela (bis 2010: Jardin des Halles) am Ort der ehemaligen Großmarkthallen
- Pfarrkirche Saint-Eustache in der Rue Rambuteau